# El retorno del Bucintoro el día de la Ascensión
El retorno del Bucintoro el día de la Ascensión (o sencillamente El Bucintoro) es una obra de Giovanni Antonio Canal, Canaletto, conservada en el Museo Nacional de Arte de Cataluña, parte de la colección Thyssen-Bornemisza.

## Historia
El cuadro fue pintado en 1745 y 1750. Posteriormente pasaría sucesivamente por otras colecciones privadas como las de Hugh John Reveley y Mrs. Snapper. Se subastó en 1961, y posteriormente pasaría por la galería Agnew's.
En 1962 cuadro pasaría a formar parte de la colección Thyssen-Bornemisza.
Participó en la exposición Canaletto. Bernardo Bellotto malt Europa (en alemán, Canaletto. Bernardo Bellotto pinta Europa).

## Descripción
La obra representa la celebración que se desarrollaba en Venecia el día de la Ascensión. En ese día se conmemoraba la victoria obtenida en el 997 sobre los piratas dálmatas y la posterior conquista de Dalmacia. La conmemoración se realizaba por medio de una solemne ceremonia denominada Sposalizio del Mare (en italiano, matrimonio con el mar). En esta ceremonia el Dux de Venecia, acompañado de los notables de la República, tiraba al mar un anillo como símbolo de desposorios con el mar. Para llegar hasta el lugar en el que se realizaba este acto, en la zona de la laguna de Venecia más cercana al mar Adriático, el Dux tomaba el Bucintoro, embarcación de aparato de gran mérito artístico, en el muelle correspondiente al palacio ducal de la ciudad. El momento que recoge la pintura es precisamente el retorno del Dux a borde del Bucintoro al palacio ducal. El cuadro se encuentra incluido dentro del catálogo razonado del pintor realizado por William George Constable.

### Individuales
1. ↑  Kennedy, Ian (2018). «The ‘Wrexham Art Treasures’ exhibition of 1876». The British Art Journal 19 (3): 80-86. ISSN 1467-2006. Consultado el 9 de febrero de 2023.
2. ↑  Constable, William George (1976). Canaletto: Catalogue raisonné (en inglés). Clarendon Press. ISBN 978-0-19-817324-3. Consultado el 9 de febrero de 2023.